# Љ
Љ, љ (ле, серб. ље) — буква расширенной кириллицы, 14-я буква сербского и 15-я буква македонского алфавитов. Означает звук [ʎ], близкий к мягкому [lʲ]. Является лигатурой букв Л и Ь, предложенной Вуком Стефановичем Караджичем в его грамматике «Писменица сербскога їезика по говору простога народа» (Вена, 1814 [репринт: Краљево: ГИРО «Слово», 1984]). Букву эту Караджич изобрёл, вообще говоря, по недоразумению: ему показалось, что старая сербская буква «дервь» (Ћ) «есть не что иное, как воедино составленные Т и Ь» (см. указанную грамматику, с. 8), и он решил применить этот метод к другим буквам, создав Љ и Њ. Правда, впоследствии выяснилось, что лигатуры Љ и Њ встречались в славянских рукописях и ранее, но на статус отдельных букв, естественно, они не претендовали.
В македонскую письменность буква была введена (вместе с некоторыми другими) 4 декабря 1944 года по результату голосования членов «филологической комиссии по установлению македонской азбуки и македонского литературного языка» (9 голосов «за», 2 «против»).
Существование особых букв именно для Љ и Њ не случайно: в южнославянских языках с древнейших времён лишь немногие согласные могли быть как твёрдыми, так и мягкими. Чаще всего «переменной мягкостью» обладали как раз Л и Н, и мягкий вариант издревле пытались как-то обозначить на письме: то ли дужкой над буквой, то ли крючком справа сверху (что давало начертания вроде Ꙥ и Ҥ), то ли (позднее, в босанчице) диграфами на романский лад: ЋЛ и ЋН (или даже ѢЛ и ѢН) — ср. с итал. canaglia (каналья), фр. cognac (коньяк) и др.

## Другие языки
Буква также используется в современной письменности ительменского языка.

## Таблица кодов
| Кодировка    | Регистр   | Десятич- ный код | 16-рич- ный код | Восьмерич- ный код | Двоичный код      |
| ------------ | --------- | ---------------- | --------------- | ------------------ | ----------------- |
| Юникод       | Прописная | 1033             | 0409            | 002011             | 00000100 00001001 |
| Юникод       | Строчная  | 1113             | 0459            | 002131             | 00000100 01011001 |
| ISO 8859-5   | Прописная | 169              | A9              | 251                | 10101001          |
| ISO 8859-5   | Строчная  | 249              | F9              | 371                | 11111001          |
| KOI8-E       | Прописная | 185              | B9              | 271                | 10111001          |
| KOI8-E       | Строчная  | 169              | A9              | 251                | 10101001          |
| Windows-1251 | Прописная | 138              | 8A              | 212                | 10001010          |
| Windows-1251 | Строчная  | 154              | 9A              | 232                | 10011010          |

В HTML заглавную букву можно записать как &#1033; или &#x409;, а строчную — как &#1113; или &#x459;.